# Armande Béjart

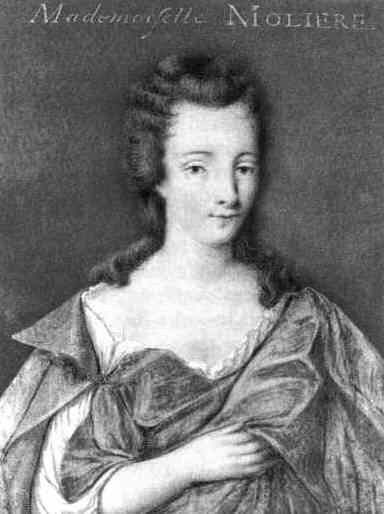
Armande Béjart.

Armande-Grésinde-Claire-Élisabeth Béjart (* 1642; † 1700) war eine französische Schauspielerin aus der gleichnamigen Pariser Komödianten-Familie. Sie war Ehefrau des Bühnenautors und Theaterdirektors Molière und übernahm nach seinem Tod für mehrere Jahre die Leitung der Truppe.

## Herkunft
Nicht geklärt ist, ob Armande Béjart jüngstes Kind des Schauspielers Joseph Béjart und seiner Gattin Marie Hervé war oder Kind von deren ältester Tochter Madeleine Béjart, der langjährigen Partnerin und Weggefährtin Molières. In Anbetracht des Sterbedatums von Joseph Béjart (1643) und des Alters von Madeleine (* 1618) sind beide Annahmen möglich. Anzumerken ist, dass einerseits die Nachlassurkunde Béjarts unter seinen Kindern ein ungetauftes kleines Mädchen auflistet („une petite non baptisée“), das Armande sein könnte, und dass zum anderen Madeleine bereits am 3. Juli 1638 eine uneheliche Tochter geboren hatte, Françoise.
Die Zeitgenossen hielten Armande meist für Madeleines Tochter, und Gegner Molières schrieben sogar diesem die Vaterschaft zu, aufgrund eines vermutlich von der konkurrierenden Truppe des Hôtel de Bourgogne in Umlauf gesetzten Gerüchtes. Entsprechend bezichtigten sie ihn des Inzests, als er Armande 1662 heiratete. Molière soll sich gegenüber dieser Anschuldigung gerechtfertigt haben, indem er Ludwig XIV. Armandes heute verlorene Geburtsurkunde vorlegte. Jedenfalls übernahm der König wenig später die Patenschaft für ihr erstes Kind.

## Ehen

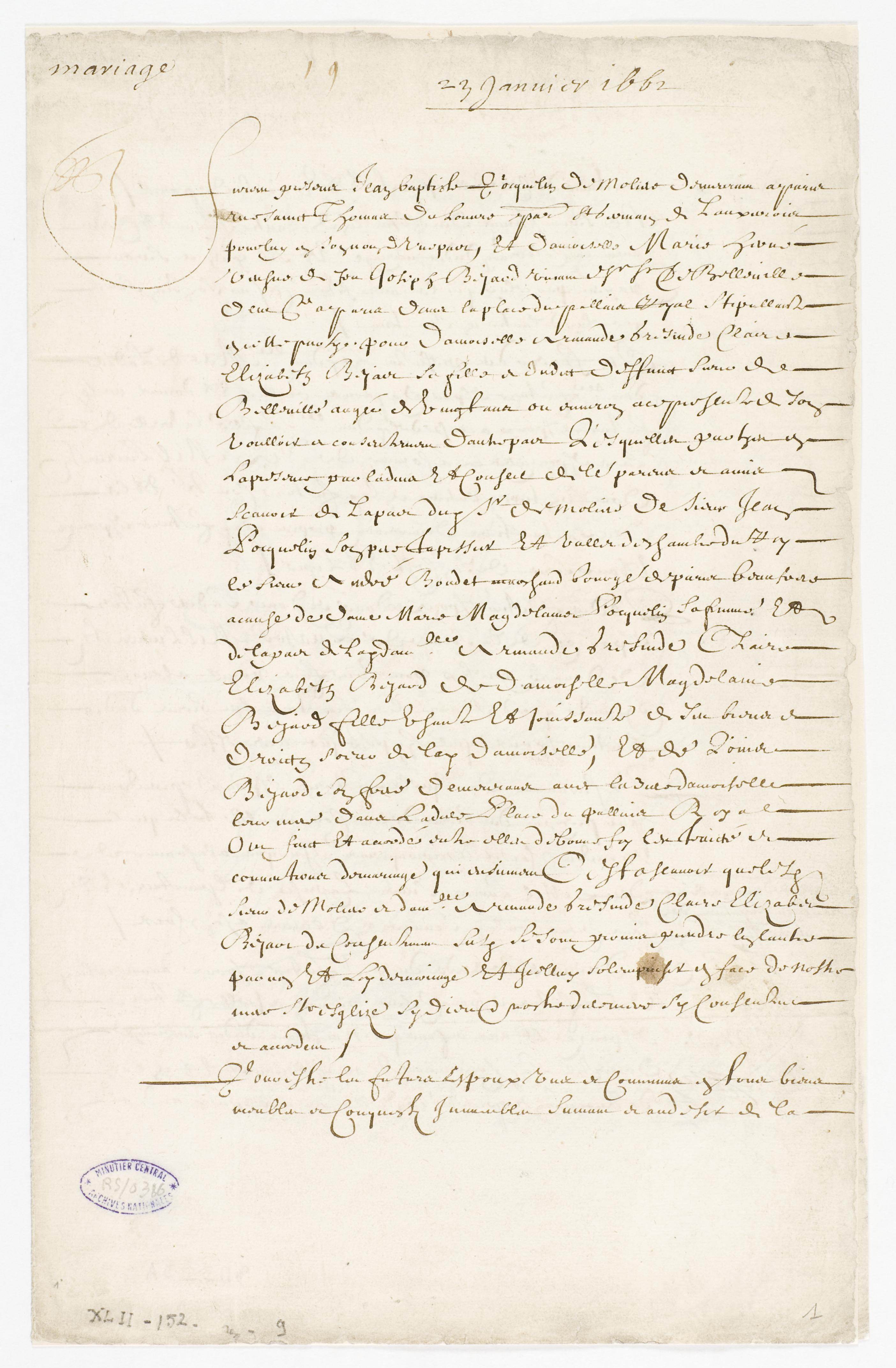
Erste Seite des Ehevertrags zwischen Béjart und Molière.

Die Trauung mit dem 20 Jahre älteren Molière fand am 20. Februar 1662 in der Pfarrkirche Saint-Germain-l’Auxerrois statt. Das Paar bekam drei Kinder: Louis (* Januar 1664), der im Alter von 8 Monaten starb, Esprit-Madeleine (* August 1665, † ohne Nachkommen 1723) und Pierre-Jean-Baptiste-Armand (* 1672), der nur einige Tage alt wurde. Die Ehe Armandes mit Molière war nicht immer glücklich. Ab 1666 lebte sie eine Weile getrennt von ihm.
Nach dem plötzlichen Tod Molières am 17. Februar 1673, gelang es Armande dank der Hilfe des Königs, der den Erzbischof von Paris einschaltete, den Widerstand des Gemeindepfarrers zu brechen und eine Genehmigung für eine christliche Bestattung auf dem Friedhof der Pfarrkirche St-Eustache de Paris zu erwirken. Allerdings wurde vorgeschrieben, dass diese heimlich und nachts zu erfolgen habe. Armande konnte jedoch nicht verhindern, dass eine große Menschenmenge im Schein von 100 Fackeln Molière das Geleit gab.
Anschließend übernahm sie die Leitung der Truppe, die kurze Zeit später mit der des Théâtre du Marais fusionierte (s. u.).
Am 29. Mai 1677 heiratete sie in zweiter Ehe einen Schauspieler des Marais, Isaac-François Guérin d’Estriché.

## Schauspielerische Tätigkeit
Armande Béjart wirkte sehr früh in Molières Truppe mit. Bereits 1653 trat sie unter dem Namen Mademoiselle Menou in Kinderrollen auf. Später spielte sie u. a. die Elmire im Tartuffe (1664), die Célimène in Der Menschenfeind (1666), die Lucile in Der Bürger als Edelmann (1670), die Henriette in Die gelehrten Frauen (1672) und die Angélique in Der eingebildete Kranke (1673). Sie übernahm aber auch tragische Rollen wie die Cléophile in Alexandre von Jean Racine, die Flavie in Attila und die Bérénice in Tite et Bérénice von Pierre Corneille. Auch nach dem Tod Molières spielte sie weiterhin die Rollen, die er für sie geschrieben hatte. 1694 setzte sie sich zur Ruhe.

## Die Wahrung von Molières Erbe
Nach dem Tod Molières übernahm sie, unterstützt von dem Schauspieler La Grange, die Leitung der Truppe. Diese wurde allerdings durch Abwerbungen der sogenannten "grands comédiens" des Hôtel de Bourgogne in der rue Monconseil dezimiert und verlor den Saal des Palais Royal an Lully, der dort eine Oper installierte. Andererseits gelang es Armande, mit einer anderen Pariser Truppe zu fusionieren, der des Marais (der ihr späterer zweiter Ehemann angehörte), und als neue Spielstätte den Saal des Ballspielhauses Jeu de Paume de La Bouteille in der rue Guénégaud zu gewinnen.
1680, sieben Jahre nach Molières Tod, schloss sich die Troupe de l'Hôtel Guénégaud auf Befehl des Königs mit ihren Rivalen aus dem Hôtel de Bourgogne zusammen, was als Gründungsakt der Comédie-Française gilt.
Die so entstandene Truppe spielte auch nach 1680 im Hôtel Guénégaud, musste dieses aber 1687 aufgrund der Eröffnung des benachbarten Collège des Quatre Nations räumen, dessen Gründung Mazarin testamentarisch verfügt hatte. Auf der Suche nach einem anderen Saal wurde sie zunächst überall abgewiesen: im Hôtel de Soudis (rue de l'Arbre Sec, Ecke rue des Fossées Saint-Germain) wegen des Einspruchs des Pfarrers der Pfarrkirche Saint-Germain-l’Auxerrois, im Hôtel de Nemours (zwischen der rue de Savoie und dem Quai des Grands Augustins) aufgrund der Ablehnung des Pfarrers von St. André-des-Arts, im Hôtel de Lussan (rue des Petits Champs) aufgrund des Protestes des Pfarrers der Pfarrkirche St-Eustache de Paris, der einwandte, es reiche, dass er schon die Comédie Italienne in seinem Pfarrbezirk habe. Diese spielte inzwischen in der Tat im Hôtel de Bourgogne. Schließlich wurde es der Truppe trotz des Widerstandes des Pfarrers von St-Sulpice de Paris gestattet, sich in dem alten Ballspielhaus Jeu de Paume de l'Etoile von 1547 niederzulassen, das sie für 60.000 Pfund erwarb.
Der Architekt François d'Orbay verzichtete auf das Honorar für den Entwurf des Umbaus des Gebäudes, dessen schöner italienischer Saal am 18. April 1689 mit Vorstellungen von Racines Phèdre und Molières Le Médecin malgré lui eingeweiht werden konnte und der Truppe rund 80 Jahre, bis 1770, diente. Heute existiert nur noch die Fassade als Nummer 14 der jetzigen rue de l'Ancienne Comédie im 6. Bezirk von Paris.
Armande Béjart starb im Jahr 1700 und wurde in der Kirche St-Sulpice de Paris beigesetzt.